# Auerodendron truncatum
Auerodendron truncatum là một loài thực vật có hoa trong họ Táo. Loài này được (Urb.) Urb. mô tả khoa học đầu tiên năm 1924.